# 日本盃
日本盃（日语：ジャパンカップ）是日本中央競馬會（JRA）在東京競馬場所舉辦供3歲或以上馬匹競逐的國際一級賽（GI），途程為草地2400米，是日本秋季國際賽事系列的其中一項重頭戲，也是日本最高榮譽的賽馬賽事。
首屆賽事於1981年舉行，每年11月第四個（最後一個）星期日舉行，多年來獲譽為全球最重要的一哩半賽事之一。
2024年頭馬獎金高達5億日圓，與有馬紀念同屬日本獎金最豐厚的賽事。

## 概述
此賽為1981年創辦的國際邀請賽，是日本第一項國際一級賽。
2002年的日本盃因事改於中山競馬場草地跑道舉行，途程為2200米。創辦日本盃的原意是希望提升日本賽馬的質素及國際地位，如今已獲得肯定。日本盃曾是世界錦標巡迴賽的其中一站，至2005年有關方面取消舉辦為止。
曾於日本盃取得勝利的國家代表包括日本、美國、英國、澳洲、紐西蘭、愛爾蘭、法國、德國及意大利。
日本盃的時間紀錄保持者是2018年冠軍，在日本訓練的雌馬「杏目」，時間為2分20秒6。日本國寶級騎師武豊五度奪下日本盃，是勝出日本盃次數最多的騎師。

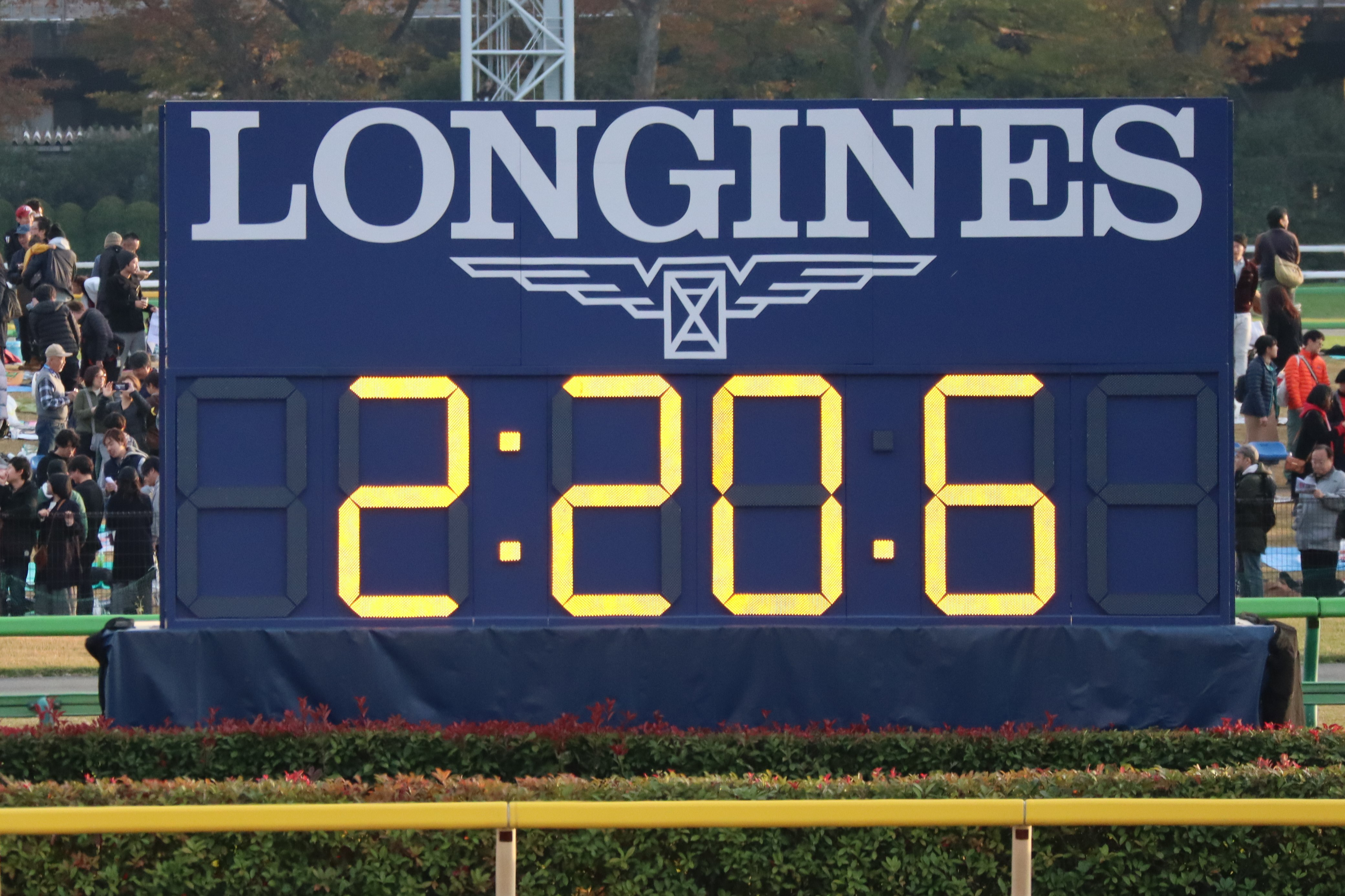
官方計時伙伴浪琴表所展示的賽事完成時間，圖中顯示為「杏目」於2018年刷新日本盃的紀錄時間。

### 國際評價
國際賽事編錄標準委員會（International Cataloguing Standards Committee）將全球賽馬主辦國進行分類，自2007年開始，日本列入平地賽最高評級的第一部分賽馬地區及障礙賽的第四部分賽馬地區。
根據國際馬匹體育聯盟（IFHA）公佈的“全球百大一級賽”，此賽在2020年度以124.50分排行第3位，僅次於朱德望國際錦標及愛爾蘭冠軍錦標。在2023年度更以126.75分高踞榜首，獲評為全球最佳賽事。

### 出賽條件
參賽資格：3歲或以上純種馬（最大出賽馬匹數量：18匹）
- JRA所屬馬
- 地方競馬所屬馬（僅限符合特定資格的馬匹）
- 外國訓練馬（優先出賽）

負磅：分齡讓磅（3歲55公斤，4歲或以上57公斤，3歲南半球產馬受讓2公斤，雌馬受讓2公斤）

#### 優先出賽權
- 獲邀外國訓練馬
- 最高評分的5匹本地賽駒（雄馬及閹馬須獲評110分或以上，雌馬須獲評106分或以上）

其他日本馬匹將根據以下條件決定：
- 「總獎金」+「過去1年的獎金」+「過去2年的GI（JpnI）賽事獎金」，獎金金額較多的馬匹優先。

### 特別獎金
指定外國賽事的應屆冠軍於此賽跑獲特定名次可獲額外特別獎金（見下表），而其他獲邀外國訓練馬匹於出賽後亦可獲10萬美元特別獎金。

| 主辦國・賽事名稱 | 級別 | 馬場         | 距離            |
| ---------------- | ---- | ------------ | --------------- |
| 鄧格錦標         | G1   | 玫瑰崗馬場   | 草地2400米      |
| 杜拜司馬經典賽   | G1   | 美丹馬場     | 草地2410米      |
| 葉森打吡大賽     | G1   | 葉森馬場     | 草地12化朗6碼   |
| 曼克頓錦標       | G1   | 貝蒙園馬場   | 草地10化朗      |
| 法國打吡大賽     | G1   | 尚蒂伊馬場   | 草地2100米      |
| 威爾斯親王錦標   | G1   | 雅士谷馬場   | 草地9化朗212碼  |
| 愛爾蘭打吡大賽   | G1   | 卻拉馬場     | 草地12化朗      |
| 日蝕大賽         | G1   | 沙丘園馬場   | 草地9化朗209碼  |
| 聖格盧大賽       | G1   | 聖格盧馬場   | 草地2400米      |
| 巴黎大賽         | G1   | 隆尚馬場     | 草地2400米      |
| 英皇錦標         | G1   | 雅士谷馬場   | 草地11化朗211碼 |
| 雅靈頓百萬金大賽 | G1   | 雅靈頓馬場   | 草地10化朗      |
| 朱德望國際錦標   | G1   | 約克馬場     | 草地10化朗56碼  |
| 劍舞者錦標       | G1   | 沙拉托加馬場 | 草地12化朗      |
| 愛爾蘭冠軍錦標   | G1   | 李奧柏馬場   | 草地10化朗      |
| 巴登大賽         | G1   | 巴登巴登馬場 | 草地2400米      |
| 祖夏殊草地經典賽 | G1   | 貝蒙園馬場   | 草地12化朗      |
| 凱旋門大賽       | G1   | 隆尚馬場     | 草地2400米      |
| 英國冠軍錦標     | G1   | 雅士谷馬場   | 草地9化朗212碼  |
| 考菲爾德盃       | G1   | 考菲爾德馬場 | 草地2400米      |
| 加拿大國際錦標   | G1   | 活拜馬場     | 草地12化朗      |
| 覺士盾           | G1   | 滿利谷馬場   | 草地2040米      |
| 育馬者盃草地大賽 | G1   | 不定         | 草地12化朗      |
| 墨爾本盃         | G1   | 費明頓馬場   | 草地3200米      |

|            | 冠軍      | 亞軍      | 季軍     | 其他名次 |
| ---------- | --------- | --------- | -------- | -------- |
| 外國訓練馬 | 300萬美元 | 120萬美元 | 75萬美元 | 20萬美元 |
| 日本訓練馬 | 200萬美元 | 40萬美元  | 25萬美元 | 10萬美元 |

## 歷史
自1970年代後半期以來，日本一直提倡「世界級的強馬」，並計劃舉辦邀請日本以外訓練的馬匹參與的國際賽事。經過多年預備，日本盃於1981年成立，是日本首項國際邀請賽。
首輪邀請賽從北美和亞洲區選出，但從次年開始，邀請範圍擴大到歐洲和大洋洲。此外，從1983年起，屬於地方競馬的馬匹也被添加到邀請對象中。
首屆冠軍「美史杜絲」是一匹在來自美國的不起眼的雌馬，卻打破當時的場地記錄達1秒以上。這記錄震驚了日本賽馬界，他們甚至出現極端的擔憂，認為日本賽駒永遠不可能獲勝。在首十屆賽事，外國馬匹表現出色，日本馬匹只勝出其中兩屆，分別為1984年冠軍「葛城王牌」和1985年冠軍「魯鐸象徵」 。其後隨着外國參戰馬減少，以及日本馬匹的突出表現，所以到2004年到2013年這10屆賽事中，日本賽駒勝出其中九屆，戰況完全逆轉。
從此賽創立至2024年，勝出馬匹中分別為14匹外國邀請馬匹和30匹日本馬匹。

### 年表
- 1981年 - 創立供4歲（現在3歲）或以上的國際邀請賽「日本盃」，於東京競馬場草地2400米舉行。
- 1984年 - 引入分級制，被評為JRA GI。
- 1992年 - 獲國際賽事編錄標準委員會(International Cataloguing Standards Committee)認證為國際一級賽事。
- 1999年 - 成為世界錦標巡迴賽的其中一站（直到 2005 年）。
- 2000年 - 從今年開始成為日本最高獎金的賽事。
- 2001年 - 由於國際馬齡顯示標準的變化，參賽條件改為「3歲或以上」。
- 2008年 - 成為「日本秋季國際賽事系列」其中一項賽事。
- 2014年 - 與浪琴錶簽署了合作協議。
- 2019年 - 自成立以來，首次沒外國訓練馬參賽；該年賽事以「大震撼悼念」為副標題舉行。

## 賽事紀錄
- 最快完成時間：2分20.6秒（2018年/第38屆首名馬匹：杏目）
- 最大勝出距離：9個馬位（2003年/第23屆首名馬匹：跳舞城）
- 勝出最多次數騎師：武豐（共5次：1999年/第19屆特別週、2006年/第26屆大震撼、2010年/第30屆玫瑰帝國、2016年/第36屆北部玄駒及2024年/第44屆勝局在望）
- 勝出最多次數練馬師：司徒德爵士（共2次：1996年/第16屆談唱劇及1997年/第17屆必得時機）、松田博資（共2次：2007年/第27屆賞月及2011年/第31屆迷人景致）、角居勝彥（共2次：2009年/第29屆伏特加及2014年/第34屆神威啟示）、石坂正（共2次：2012年/第32屆貴婦人及2013年/第33屆貴婦人）、友道康夫（共2次：2017年/第37屆高尚駿逸及2024年/第44屆勝局在望）及國枝榮（共2次：2018年/第38屆杏目及2020年/第40屆杏目）
- 勝出最多次數馬主：Sunday Racing Co. Ltd.（共4次：2010年/第30屆玫瑰帝國、2011年/第31屆迷人景致、2012年/第32屆貴婦人及2013年/第33屆貴婦人）
- 勝出最多次數種馬：大震撼（2012年/第32屆貴婦人、2013年/第33屆貴婦人、2015年/第35屆湘南魔瓶及2021年/第41屆鐵鳥翱天）

## 歷屆冠軍
| 屆數   | 日期           | 馬場 | 距離  | 優勝馬   | 性別/年齢 | 代表國家/所屬 | 時間         | 騎師     | 練馬師     | 馬主                         |
| ------ | -------------- | ---- | ----- | -------- | --------- | ------------- | ------------ | -------- | ---------- | ---------------------------- |
| 第1回  | 1981年11月22日 | 東京 | 2400m | 美史杜絲 | 雌5       | 美国          | 2:25.3       | 艾謀信   | 符爾頓     | Arno Schefler                |
| 第2回  | 1982年11月28日 | 東京 | 2400m | 半冰凍   | 雄3       | 美国          | 2:27.1       | 麥伯富   | 侯治       | Bertram Firestone            |
| 第3回  | 1983年11月27日 | 東京 | 2400m | 史坦莉娜 | 雌5       | 爱尔兰        | 2:27.6       | 劉伯恩   | 鄧尼       | 鄧尼                         |
| 第4回  | 1984年11月25日 | 東京 | 2400m | 葛城王牌 | 雄4       | 日本 (JRA)    | 2:26.3       | 西浦勝一 | 土門一美   | 野出一三                     |
| 第5回  | 1985年11月24日 | 東京 | 2400m | 魯鐸象徵 | 雄4       | 日本 (JRA)    | 2:28.8       | 岡部幸雄 | 野平祐二   | 象徵牧場                     |
| 第6回  | 1986年11月23日 | 東京 | 2400m | 木星島   | 雄7       | 英国          | 2:25.0       | 魏德禮   | 白禮頓     | Marquess of Tavistock        |
| 第7回  | 1987年11月29日 | 東京 | 2400m | 光榮     | 雄3       | 法國          | 2:24.9       | 駱蓋克   | 高利       | Sieglinde Wolf               |
| 第8回  | 1988年11月27日 | 東京 | 2400m | 管家     | 雄4       | 美国          | 2:25.5       | 麥嘉倫   | 范高爾     | Edmund Gann                  |
| 第9回  | 1989年11月26日 | 東京 | 2400m | 好利時   | 雌6       | 新西兰        | 2:22.2       | 蘇利雲   | 蘇禮雲     | Graham de Gruchy             |
| 第10回 | 1990年11月25日 | 東京 | 2400m | 請放鬆   | 閹5       |               | 2:23.2       | 賈立克   | 大衛希斯   | G. Farrah                    |
| 第11回 | 1991年11月24日 | 東京 | 2400m | 金鳳凰   | 雄5       | 美国          | 2:24.7       | 史提芬   | 韋定咸     | Bruce McNall & Wayne Gretzky |
| 第12回 | 1992年11月29日 | 東京 | 2400m | 東海帝皇 | 雄4       | 日本 (JRA)    | 2:24.6       | 岡部幸雄 | 松元省一   | 內村正則                     |
| 第13回 | 1993年11月28日 | 東京 | 2400m | 昔日世界 | 閹4       | 日本 (JRA)    | 2:24.4       | 河內洋   | 森秀行     | Horse Tajima Co Ltd          |
| 第14回 | 1994年11月27日 | 東京 | 2400m | 美麗皇冠 | 閹4       | 日本 (JRA)    | 2:23.6       | 南井克巳 | 大澤真     | 笹原貞生                     |
| 第15回 | 1995年11月26日 | 東京 | 2400m | 大地     | 雄5       | 德国          | 2:24.6       | 羅拔時   | 殷達時     | Gestüt Haus Ittlingen        |
| 第16回 | 1996年11月24日 | 東京 | 2400m | 談唱劇   | 雄4       | 英国          | 2:23.8       | 戴圖理   | 司徒德爵士 | 穆罕默德酋長                 |
| 第17回 | 1997年11月23日 | 東京 | 2400m | 必得時機 | 雄5       | 英国          | 2:25.8       | 靳能     | 司徒德爵士 | Lord Weinstock               |
| 第18回 | 1998年11月29日 | 東京 | 2400m | 神鷹     | 雄3       | 日本 (JRA)    | 2:25.9       | 蛯名正義 | 二之宮敬宇 | 渡邊隆                       |
| 第19回 | 1999年11月28日 | 東京 | 2400m | 特別週   | 雄4       | 日本 (JRA)    | 2:25.5       | 武豊     | 白井壽昭   | 臼田浩義                     |
| 第20回 | 2000年11月26日 | 東京 | 2400m | 好歌劇   | 雄4       | 日本 (JRA)    | 2:26.1       | 和田龍二 | 岩元市三   | 竹園正繼                     |
| 第21回 | 2001年11月25日 | 東京 | 2400m | 森林寶穴 | 雄3       | 日本 (JRA)    | 2:23.8       | 柏兆雷   | 渡邊榮     | 齊藤四方司                   |
| 第22回 | 2002年11月24日 | 中山 | 2200m | 飛霸     | 雄4       | 義大利        | 2:12.2       | 戴圖理   | 戴安華     | Scuderia Rencati             |
| 第23回 | 2003年11月30日 | 東京 | 2400m | 跳舞城   | 雄6       | 日本 (JRA)    | 2:28.7       | 佐藤哲三 | 佐佐木晶三 | 友駿競馬俱樂部               |
| 第24回 | 2004年11月28日 | 東京 | 2400m | 荒漠英雄 | 雄4       | 日本 (JRA)    | 2:24.2       | 柏兆雷   | 藤澤和雄   | 大迫忍                       |
| 第25回 | 2005年11月27日 | 東京 | 2400m | 傲家聲   | 雄5       | 英国          | 2:22.1       | 戴圖理   | 古萬尼     | Michael Charlton             |
| 第26回 | 2006年11月26日 | 東京 | 2400m | 大震撼   | 雄4       | 日本 (JRA)    | 2:25.1       | 武豊     | 池江泰郎   | 金子真人控股                 |
| 第27回 | 2007年11月25日 | 東京 | 2400m | 賞月     | 雄4       | 日本 (JRA)    | 2:24.7       | 岩田康誠 | 松田博資   | Darley Japan Farm            |
| 第28回 | 2008年11月30日 | 東京 | 2400m | 銀幕英雄 | 雄4       | 日本 (JRA)    | 2:25.5       | 杜滿萊   | 鹿戶雄一   | 吉田照哉                     |
| 第29回 | 2009年11月29日 | 東京 | 2400m | 伏特加   | 雌5       | 日本 (JRA)    | 2:22.4       | 李慕華   | 角居勝彥   | 谷水雄三                     |
| 第30回 | 2010年11月28日 | 東京 | 2400m | 玫瑰帝國 | 雄3       | 日本 (JRA)    | 2:25.2       | 武豊     | 橋口弘次郎 | Sunday Racing Co Ltd         |
| 第31回 | 2011年11月27日 | 東京 | 2400m | 迷人景致 | 雌5       | 日本 (JRA)    | 2:24.2       | 岩田康誠 | 松田博資   | Sunday Racing Co Ltd         |
| 第32回 | 2012年11月25日 | 東京 | 2400m | 貴婦人   | 雌3       | 日本 (JRA)    | 2:23.1       | 岩田康誠 | 石坂正     | Sunday Racing Co Ltd         |
| 第33回 | 2013年11月24日 | 東京 | 2400m | 貴婦人   | 雌4       | 日本 (JRA)    | 2:26.1       | 莫雅     | 石坂正     | Sunday Racing Co Ltd         |
| 第34回 | 2014年11月30日 | 東京 | 2400m | 神威啟示 | 雄4       | 日本 (JRA)    | 2:23.1       | 蘇銘倫   | 角居勝彥   | Carrot Farm Co Ltd           |
| 第35回 | 2015年11月29日 | 東京 | 2400m | 湘南魔瓶 | 雌4       | 日本 (JRA)    | 2:24.7       | 池添謙一 | 高野友和   | 國本哲秀                     |
| 第36回 | 2016年11月27日 | 東京 | 2400m | 北部玄駒 | 雄4       | 日本 (JRA)    | 2:25.8       | 武豊     | 清水久詞   | 大野商事                     |
| 第37回 | 2017年11月26日 | 東京 | 2400m | 高尚駿逸 | 雄5       | 日本 (JRA)    | 2:23.7       | 布文     | 友道康夫   | 佐佐木主浩                   |
| 第38回 | 2018年11月25日 | 東京 | 2400m | 杏目     | 雌3       | 日本 (JRA)    | 2:20.6 （R） | 李慕華   | 國枝榮     | Silk Racing Co Ltd           |
| 第39回 | 2019年11月24日 | 東京 | 2400m | 文雅之士 | 雄5       | 日本 (JRA)    | 2:25.9       | 莫艾誠   | 莊野靖志   | NICKS Co Ltd                 |
| 第40回 | 2020年11月29日 | 東京 | 2400m | 杏目     | 雌5       | 日本 (JRA)    | 2:23.0       | 李慕華   | 國枝榮     | Silk Racing Co Ltd           |
| 第41回 | 2021年11月28日 | 東京 | 2400m | 鐵鳥翱天 | 雄4       | 日本 (JRA)    | 2:24.7       | 福永祐一 | 矢作芳人   | 前田晉二                     |
| 第42回 | 2022年11月27日 | 東京 | 2400m | 飄揚青帆 | 雄5       | 日本 (JRA)    | 2:23.7       | 莫雅     | 渡邊薰彥   | Carrot Farm Co Ltd           |
| 第43回 | 2023年11月26日 | 東京 | 2400m | 春秋分   | 雄4       | 日本 (JRA)    | 2:21.8       | 李慕華   | 木村哲也   | Silk Racing Co Ltd           |
| 第44回 | 2024年11月24日 | 東京 | 2400m | 勝局在望 | 雄5       | 日本 (JRA)    | 2:25.5       | 武豐     | 友道康夫   | Kieffers Co Ltd              |

## 來自戰線
以下列表列出獲得自引入分級制以來，歷屆冠軍上次出賽賽事及上次勝出賽事：
| 詳細戰線列表 |          |                  |       |        |                  |      |
| 年份         | 馬匹     | 上次出賽賽事     | 級別  | 名次   | 上次勝出賽事     | 級別 |
| 1984         | 葛城王牌 | 秋季天皇賞       | GI    | 第5名  | 每日王冠         | GII  |
| 1985         | 魯鐸象徵 | 秋季天皇賞       | GI    | 亞軍   | 春季天皇賞       | GI   |
| 1986         | 木星島   | 聖西蒙錦標       | GIII  | 冠軍   | 同左             | 同左 |
| 1987         | 光榮     | 華盛頓國際賽     | GI    | 冠軍   | 同左             | 同左 |
| 1988         | 管家     | 加拿大國際錦標   | GI    | 第9名  | 紅史密夫讓賽     | GII  |
| 1989         | 好利時   | 麥堅倫錦標       | GI    | 冠軍   | 同左             | 同左 |
| 1990         | 請放鬆   | 麥堅倫錦標       | GI    | 冠軍   | 同左             | 同左 |
| 1991         | 金鳳凰   | 百威國際賽       | GI    | 第7名  | 雅靈頓百萬金大賽 | GI   |
| 1992         | 東海帝皇 | 秋季天皇賞       | GI    | 第7名  | 產經大阪盃       | GII  |
| 1993         | 昔日世界 | 京都大賞典       | GII   | 亞軍   | 唐卡士達錦標     | OP   |
| 1994         | 美麗皇冠 | 京都大賞典       | GII   | 冠軍   | 同左             | 同左 |
| 1995         | 大地     | 育馬者盃草地大賽 | GI    | 第12名 | 德國銀行大賽     | GI   |
| 1996         | 談唱劇   | 育馬者盃草地大賽 | GI    | 亞軍   | 加拿大國際錦標   | GI   |
| 1997         | 必得時機 | 英國冠軍錦標     | GI    | 冠軍   | 同左             | 同左 |
| 1998         | 神鷹     | 每日王冠         | GII   | 亞軍   | NHK一哩賽        | GI   |
| 1999         | 特別週   | 秋季天皇賞       | GI    | 冠軍   | 同左             | 同左 |
| 2000         | 好歌劇   | 秋季天皇賞       | GI    | 冠軍   | 同左             | 同左 |
| 2001         | 森林寶穴 | 菊花賞           | GI    | 殿軍   | 東京優駿         | GI   |
| 2002         | 飛霸     | 凱旋門大賽       | GI    | 第9名  | 米蘭大賽         | GI   |
| 2003         | 跳舞城   | 京都大賞典       | GII   | 冠軍   | 同左             | 同左 |
| 2004         | 荒漠英雄 | 秋季天皇賞       | GI    | 冠軍   | 同左             | 同左 |
| 2005         | 傲家聲   | 英國冠軍錦標     | GI    | 第5名  | 聖格盧大賽       | GI   |
| 2006         | 大震撼   | 凱旋門大賽       | GI    | DSQ    | 寶塚紀念         | GI   |
| 2007         | 賞月     | 秋季天皇賞       | GI    | 第6名  | 寶塚紀念         | GI   |
| 2008         | 銀幕英雄 | 阿根廷共和國盃   | JpnII | 冠軍   | 同左             | 同左 |
| 2009         | 伏特加   | 秋季天皇賞       | GI    | 季軍   | 安田紀念         | GI   |
| 2010         | 玫瑰帝國 | 菊花賞           | GII   | 亞軍   | 神戶新聞盃       | GII  |
| 2011         | 迷人景致 | 秋季天皇賞       | GI    | 殿軍   | 秋季天皇賞       | GI   |
| 2012         | 貴婦人   | 秋華賞           | GI    | 冠軍   | 同左             | 同左 |
| 2013         | 貴婦人   | 秋季天皇賞       | GI    | 亞軍   | 日本盃           | GI   |
| 2014         | 神威啟示 | 秋季天皇賞       | GI    | 第6名  | 菊花賞           | GI   |
| 2015         | 湘南魔瓶 | 秋季天皇賞       | GI    | 殿軍   | 產經賞           | GII  |
| 2016         | 北部玄駒 | 京都大賞典       | GII   | 冠軍   | 同左             | 同左 |
| 2017         | 高尚駿逸 | 京都大賞典       | GII   | 季軍   | 阿根廷共和國盃   | GII  |
| 2018         | 杏目     | 秋華賞           | GI    | 冠軍   | 同左             | 同左 |
| 2019         | 文雅之士 | 秋季天皇賞       | GI    | 第7名  | 大阪盃           | GI   |
| 2020         | 杏目     | 秋季天皇賞       | GI    | 冠軍   | 同左             | 同左 |
| 2021         | 鐵鳥翱天 | 秋季天皇賞       | GI    | 季軍   | 菊花賞           | GI   |
| 2022         | 飄揚青帆 | 京都大賞典       | GII   | 冠軍   | 同左             | 同左 |
| 2023         | 春秋分   | 秋季天皇賞       | GI    | 冠軍   | 同左             | 同左 |
| 2024         | 勝局在望 | 秋季天皇賞       | GI    | 冠軍   | 同左             | 同左 |

## 香港參賽馬成績
香港馬王「原居民」曾三度獲邀參賽，於1999年首度角逐日本盃即力壓應屆法國凱旋門大賽盟主「望族」、英國代表「高樓大廈」、日本代表「黃金旅程」等一眾名駒，僅不敵於日本代表「特別週」而跑獲亞軍。2001年及2002年再度角逐則分別跑獲第七名及第六名。

## 圖輯

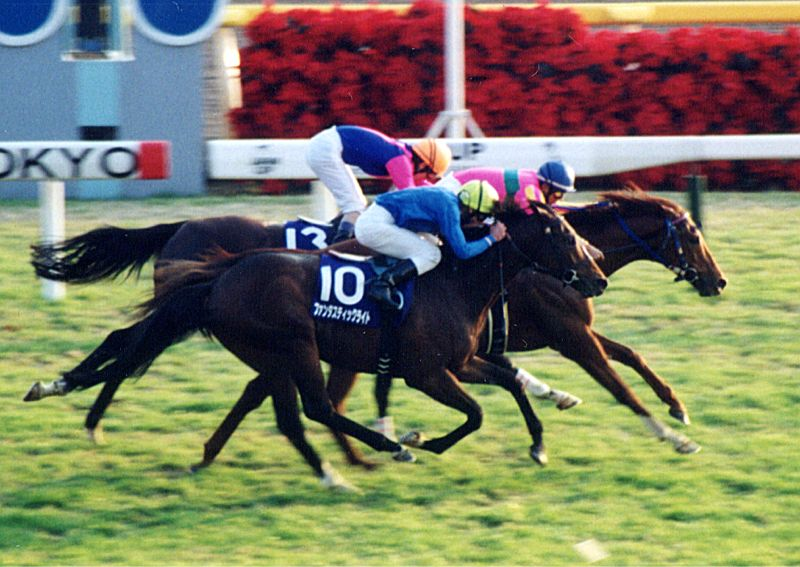
2000年冠軍「好歌劇」
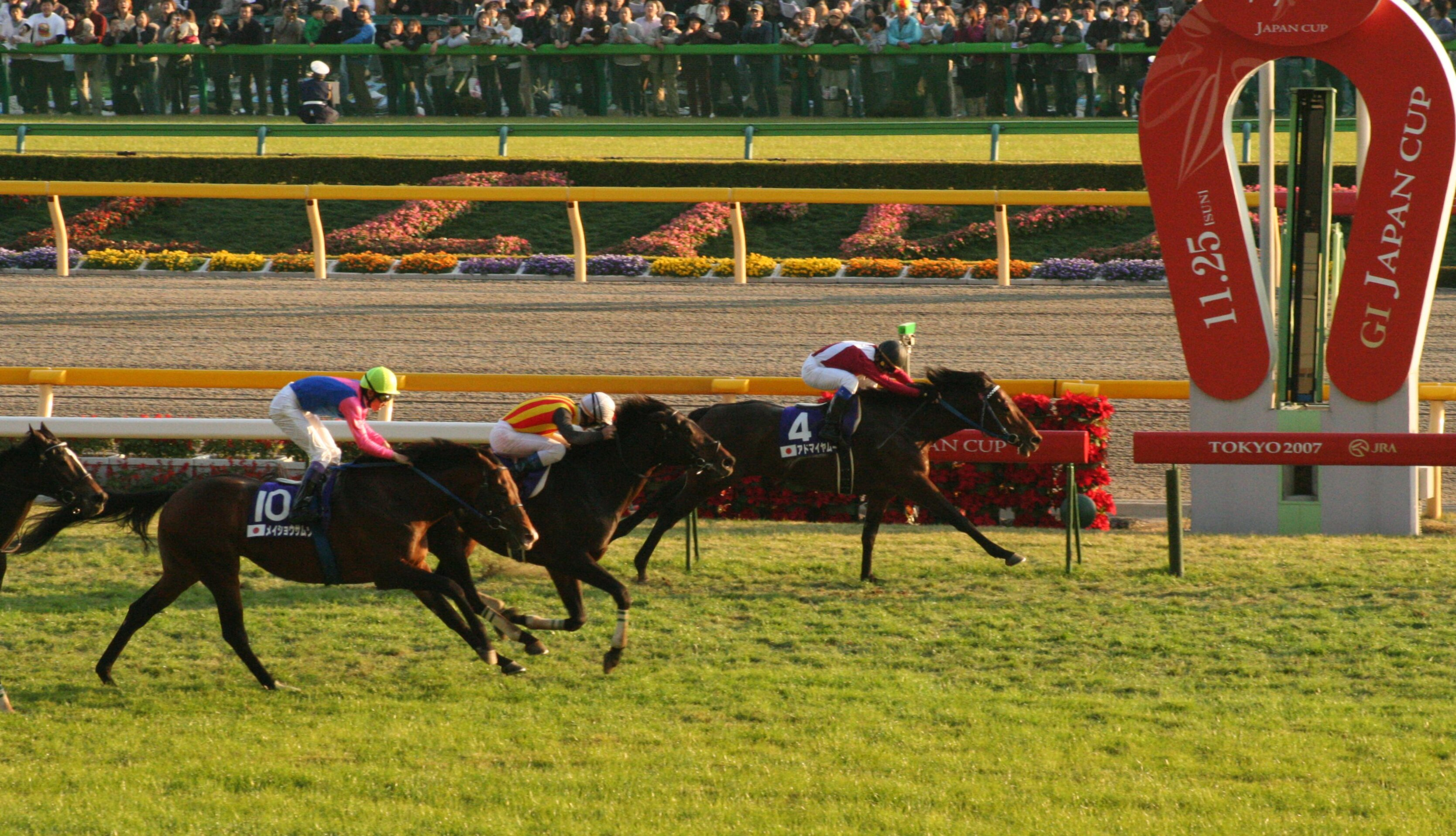
2007年冠軍「賞月」
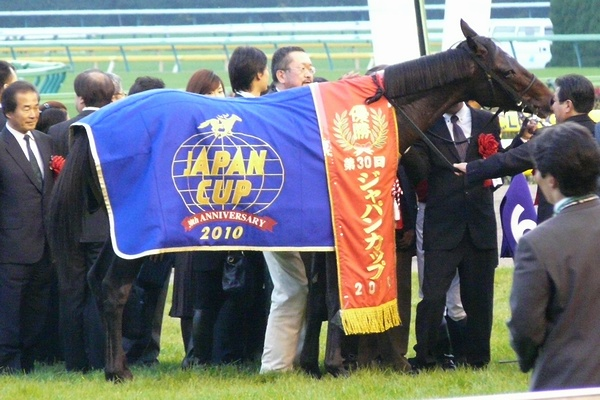
2010年冠軍「玫瑰帝國」
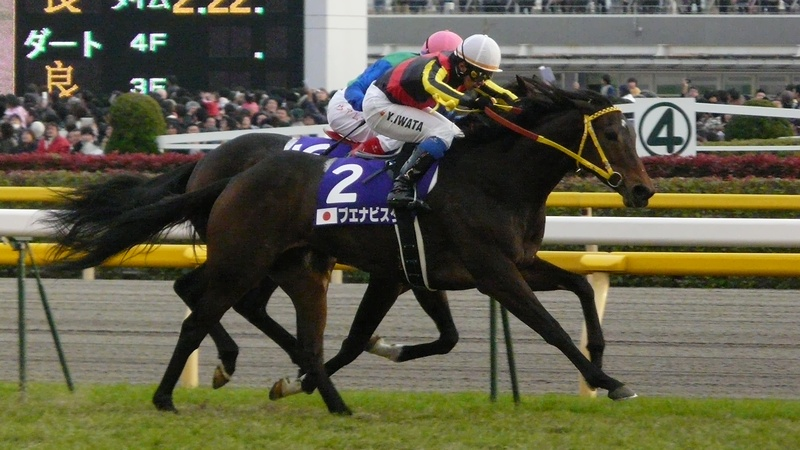
2011年冠軍「迷人景致」
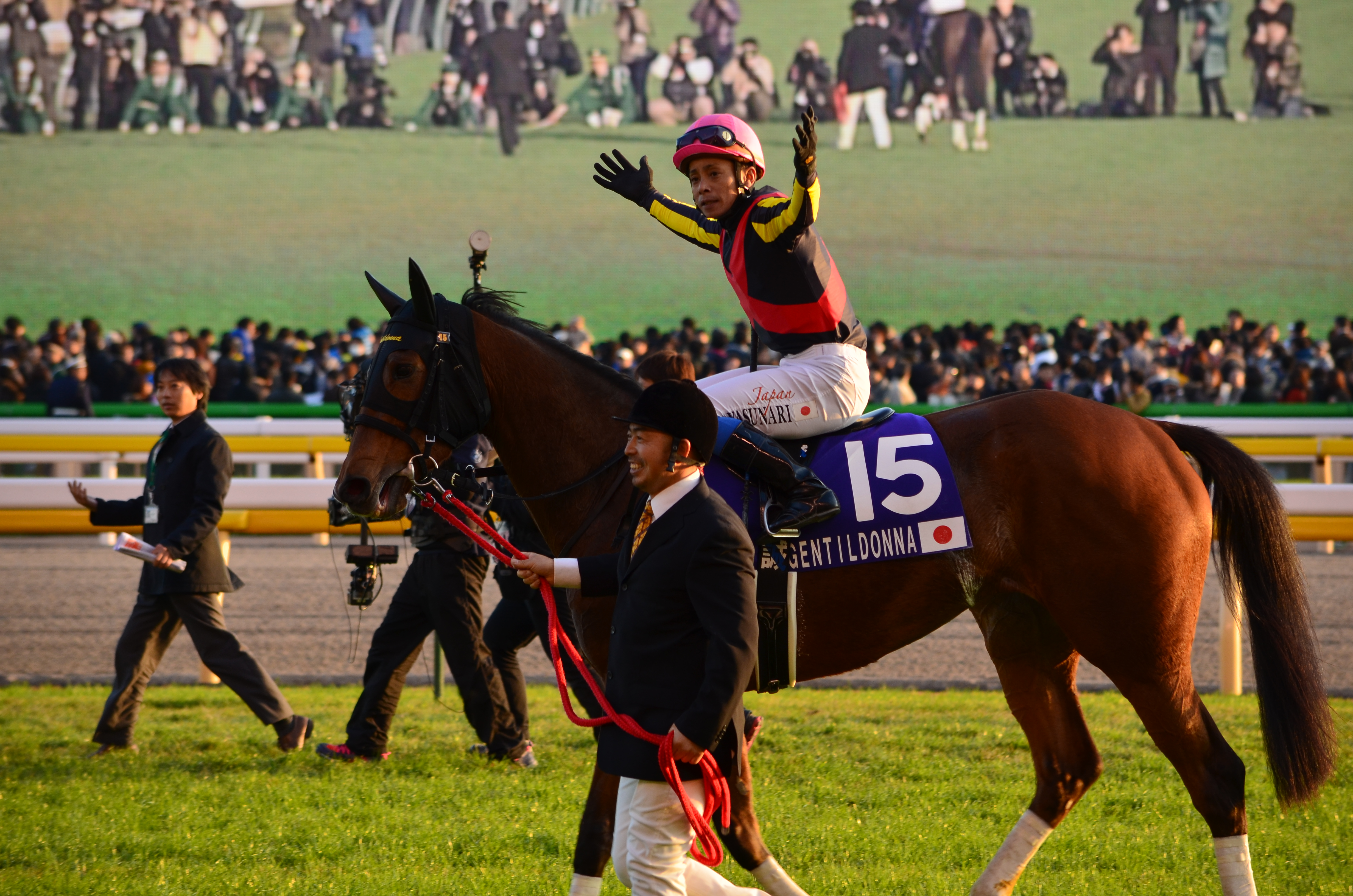
2012年冠軍「貴婦人」
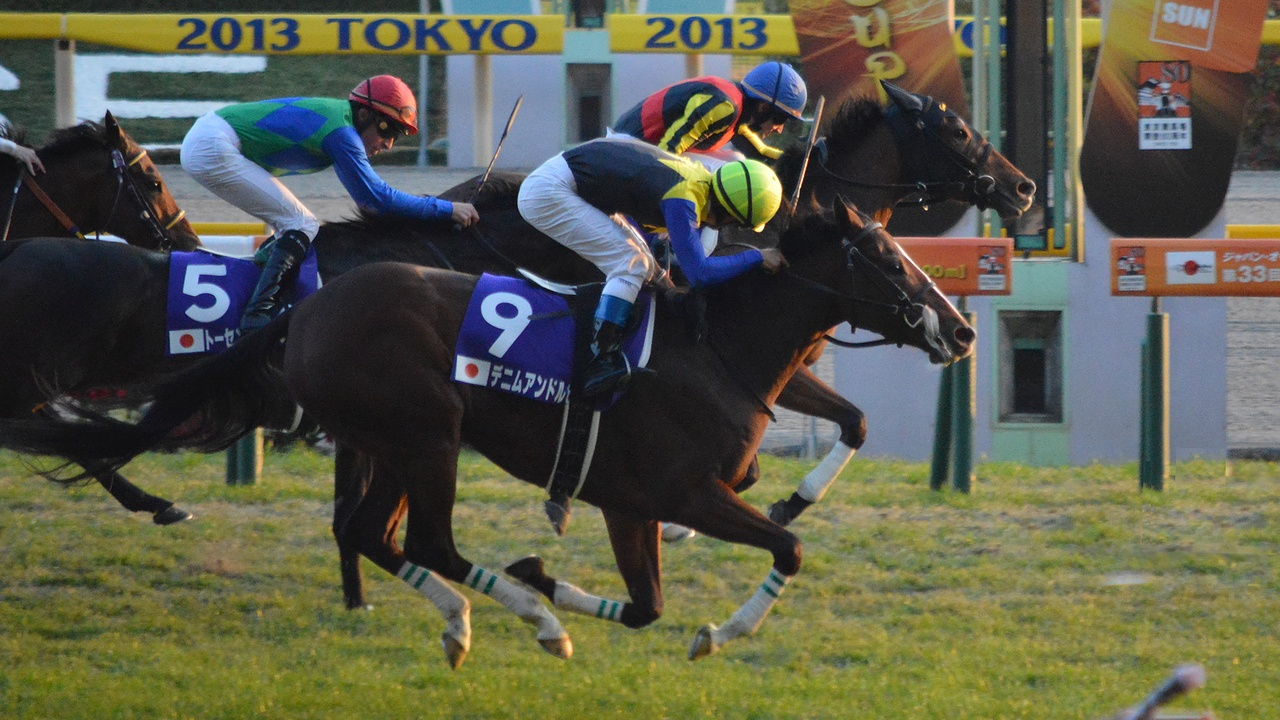
2013年冠軍「貴婦人」
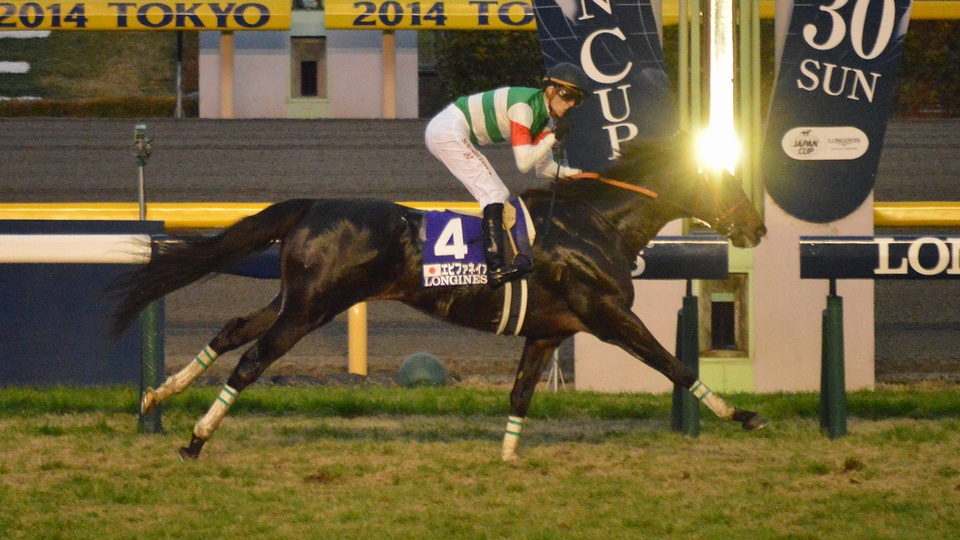
2014年冠軍「神威啟示」
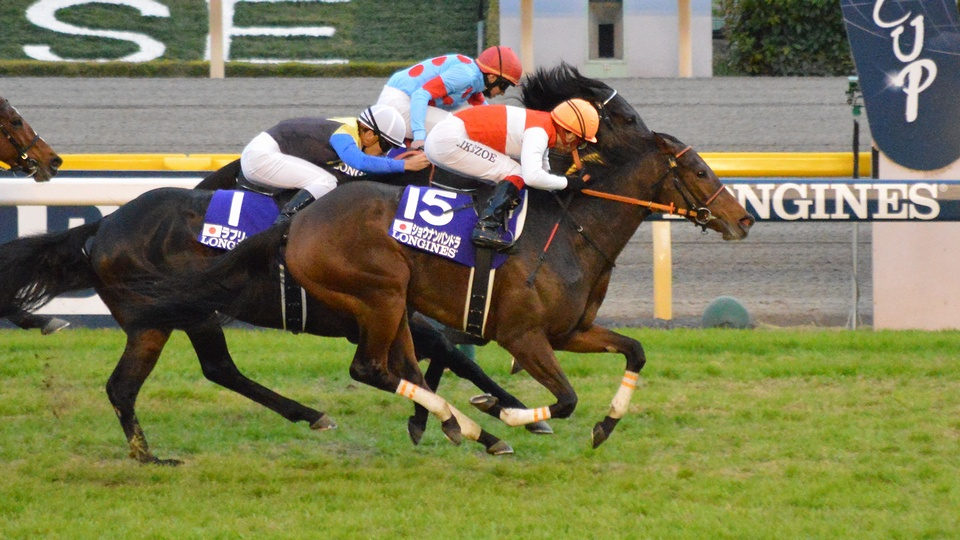
2015年冠軍「湘南魔瓶」
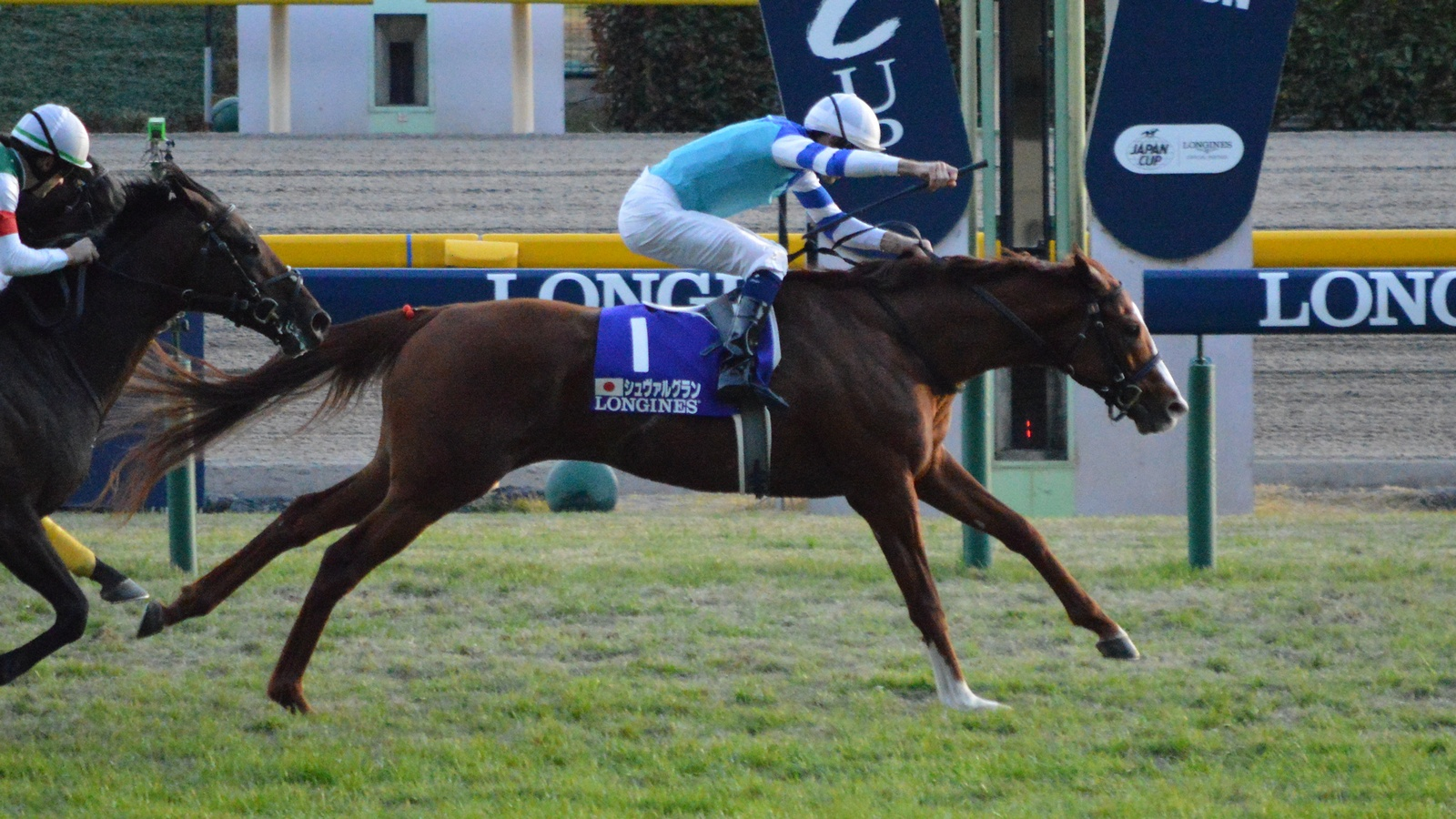
2017年冠軍「高尚駿逸」
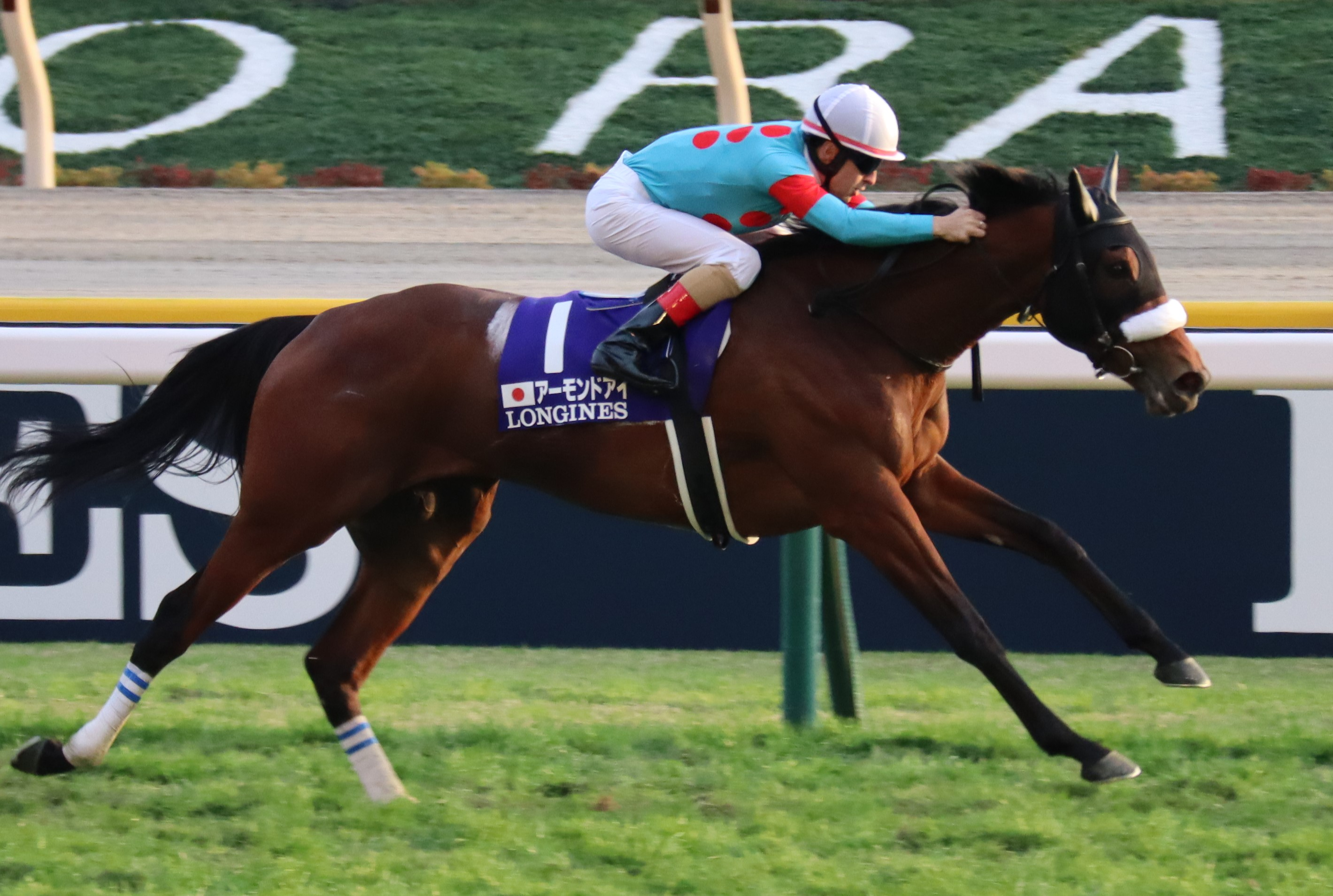
2018年冠軍「杏目」
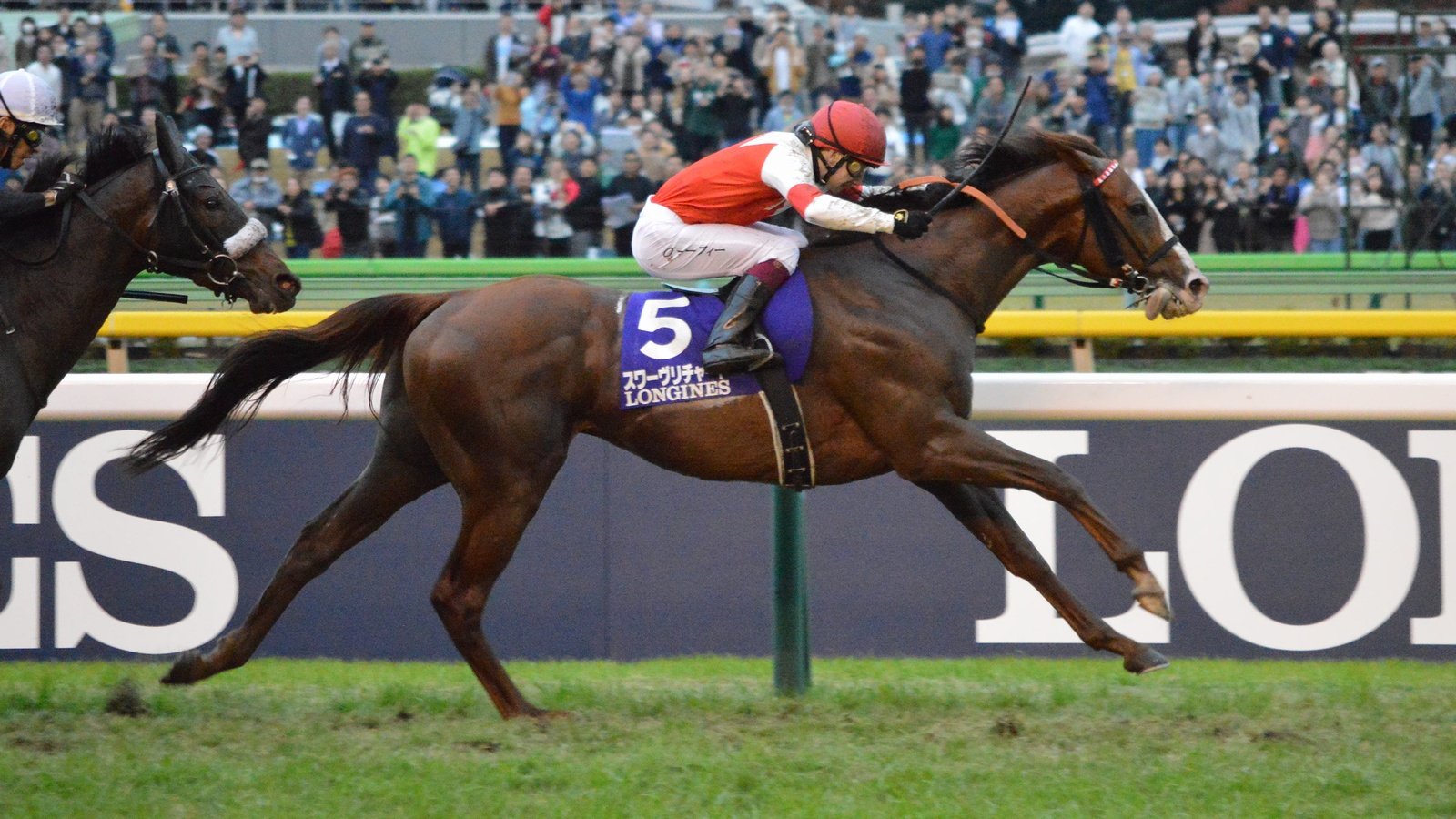
2019年冠軍「文雅之士」
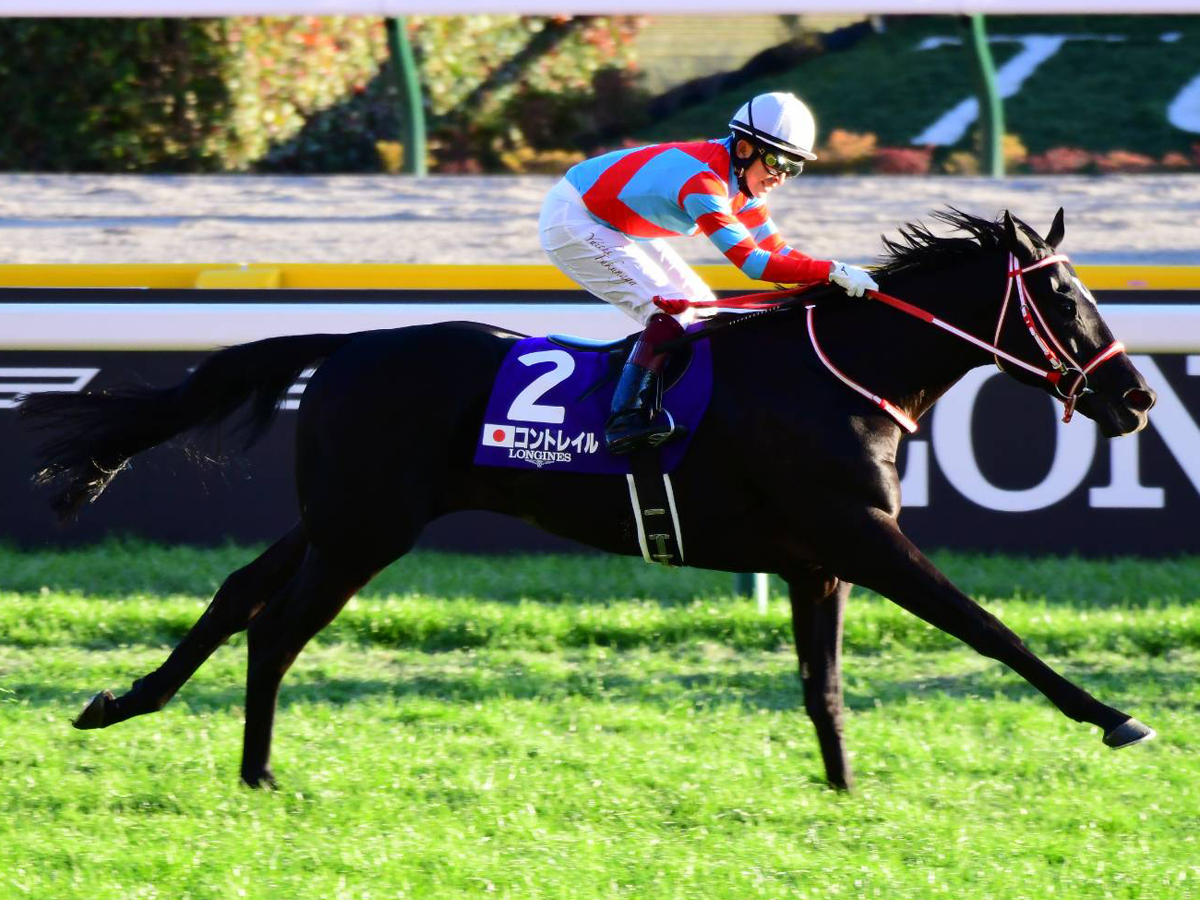
2021年冠軍「鐵鳥翱天」
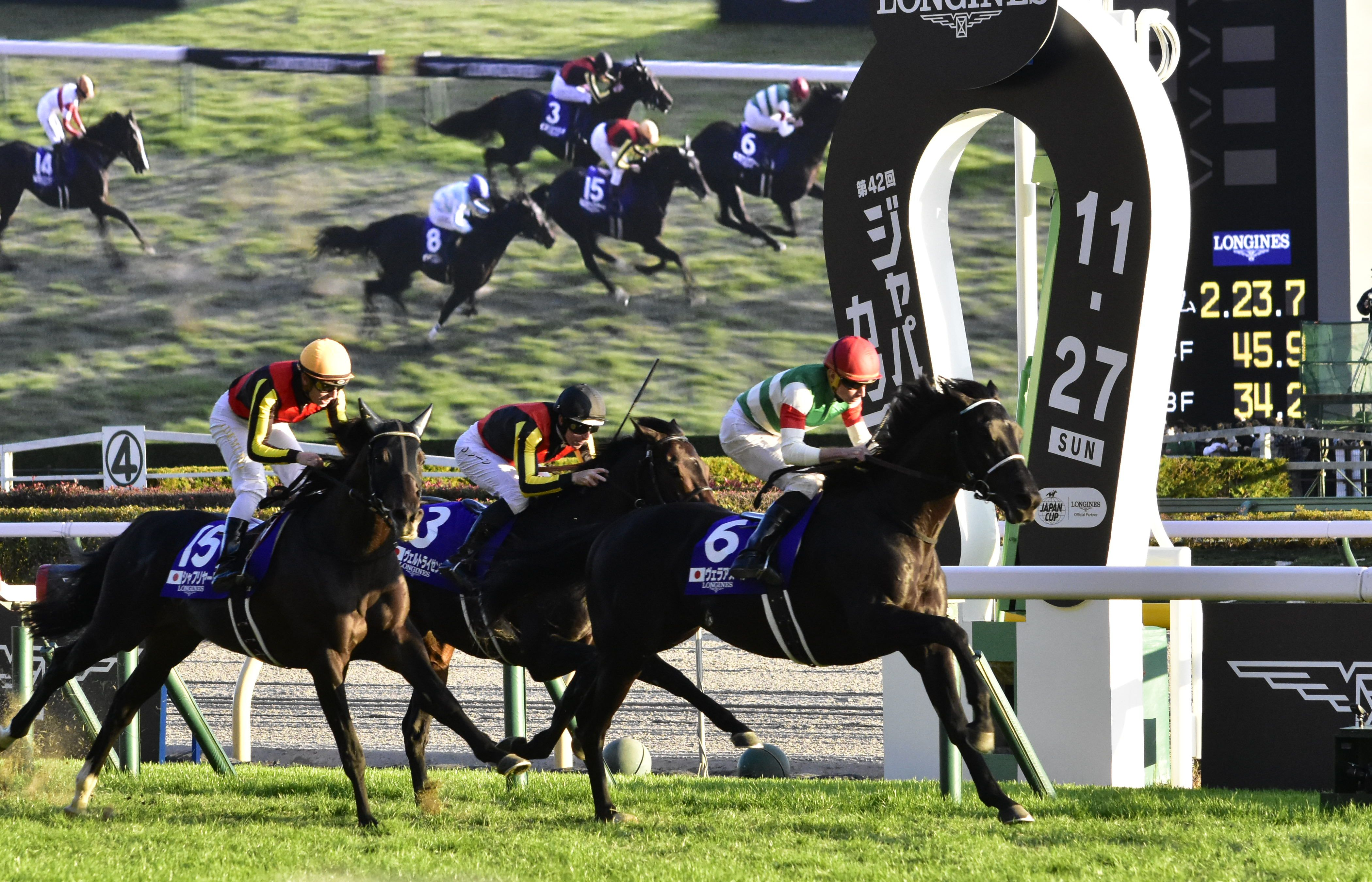
2022年冠軍「飄揚青帆」
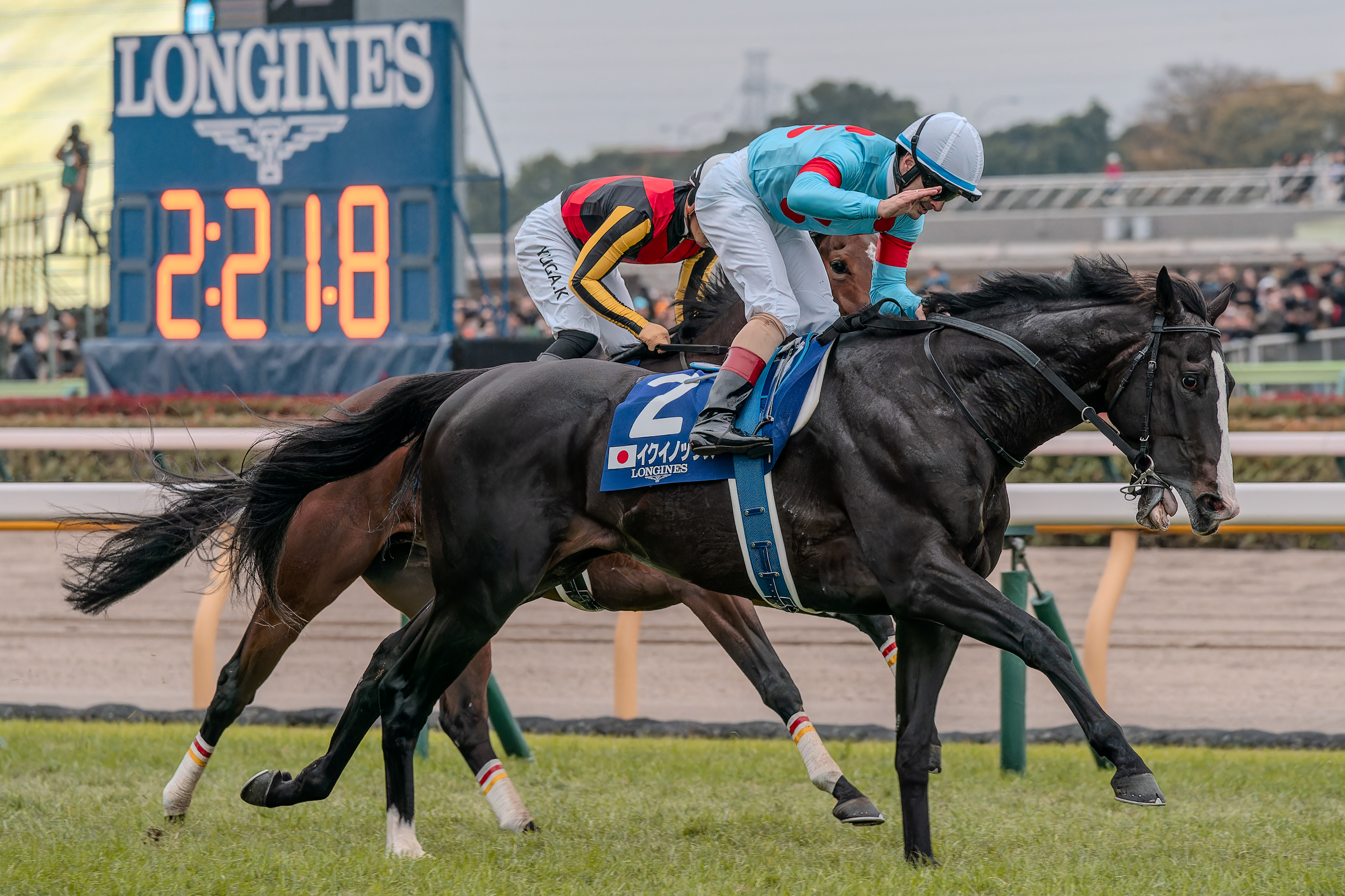
2023年冠軍「春秋分」
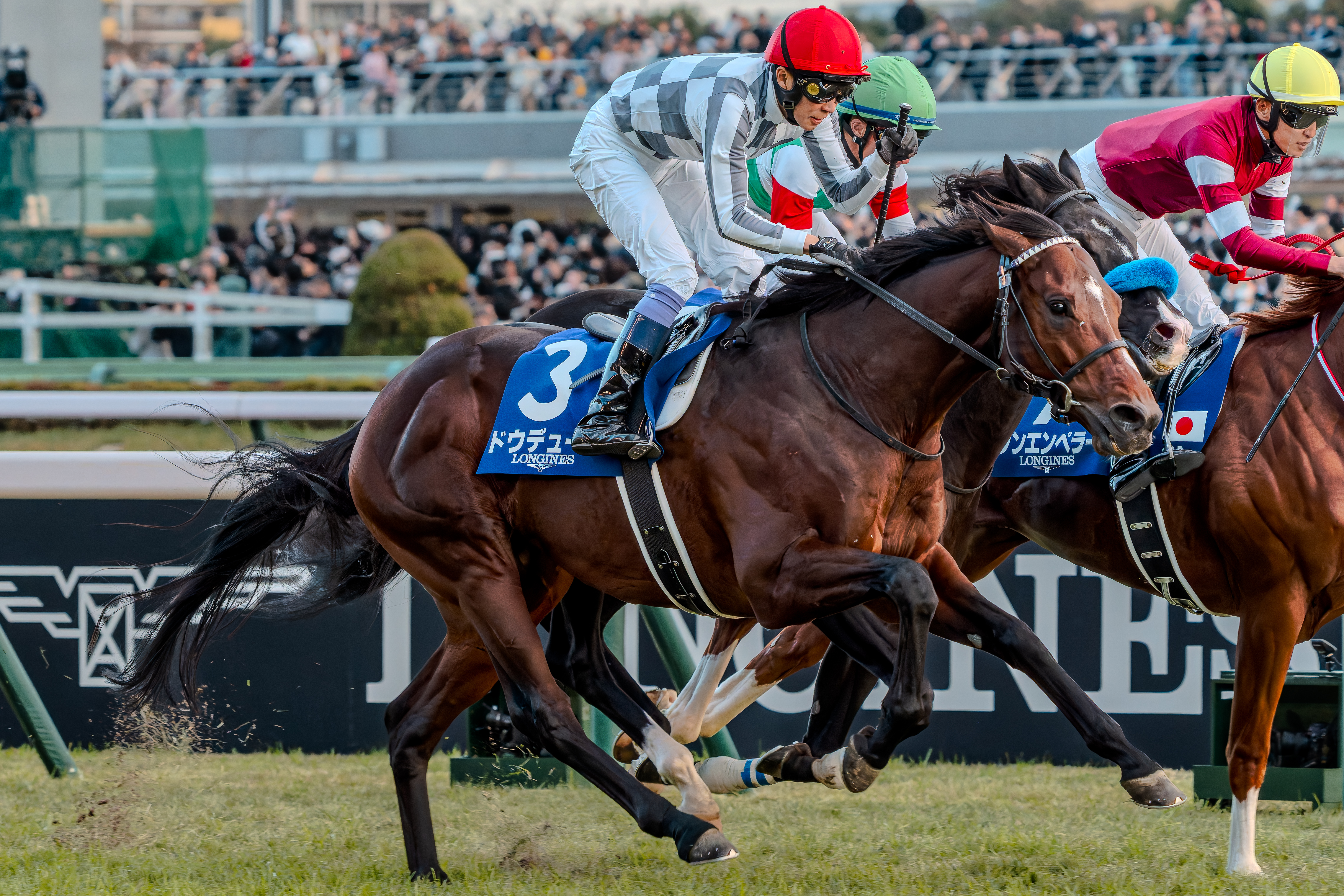
2024年冠軍「勝局在望」

## 外部連結
- 日本盃官方網站 (英語) （页面存档备份，存于）